# الحوت المنقاري لغراي
الحوت المنقاري لغراي (الاسم العلمي: Mesoplodon grayi) هو نوع من الحيتانيات، يتبع جنس حيتان مركزية الأسنان.